# Deborah Warner
Deborah Warner (Oxfordshire, 12 maggio 1959) è una regista britannica, nota soprattutto per le sue regie di opere teatrali e opere liriche.

## Biografia
Dopo la laurea alla Central School of Speech and Drama, nel 1987 si è unita alla Royal Shakespeare Company in veste di regista e ha ricevuto grandi apprezzamente per la sua regia di Tito Andronico. Sempre negli anni 80 ha iniziato un proficuo sodalizio artistico con l'attrice Fiona Shaw, che Warner ha diretto in numerosi drammi, tra cui Elettra, Medea, L'anima buona di Sezuan, Hedda Gabler e Riccardo II con un cast tutto al femminile. Nel 2017 ha diretto Glenda Jackson in una produzione di Re Lear all'Old Vic in cui la Jackson interpretava il ruolo solitamente maschile del protagonista, segnando il ritorno del due volte Premio Oscar sulle scene dopo venticinque anni d'assenza.
Molto attiva anche in campo operistico, ha diretto numerose opere liriche, tra cui un controverso Don Giovanni al Glyndebourne Festival Opera, La morte a Venezia all'English National Opera, Fidelio al Teatro alla Scala nel 2014 ed Eugenio Onegin alla Metropolitan Opera House nel 2013.

## Filmografia
- Last September (The Last September) (1999)